# V temi
V temi (poljsko W ciemności) je poljski dramski film iz leta 2011, ki ga je režirala Agnieszka Holland po scenariju Davida F. Shamoona ter temelji na romanu In the Sewers of Lvov Roberta Marshalla. V glavnih vlogah nastopajo Robert Więckiewicz, Benno Fürmann, Maria Schrader in Herbert Knaup, film je posnet tudi v nemško-kanadski koprodukciji. Zgodba je postavlja v čas nacistične okupacije Poljske in prikazuje resnično zgodbo kanalizacijskega delavca Leopolda Soche (Więckiewicz) v mestu Lvov. S poznavanjem kanalizacijskega omrežja pomaga skriti skupino Judov, ki so zbežali z mestnega geta v času holokavsta.
Filmi je bil premierno prikazan 15. septembra 2011 na Filmskem festivalu Telluride. Kot poljski kandidat je bil nominiran za oskarja za najboljši mednarodni celovečerni film na 84. podelitvi. Skupno je prejel enajst nagrad in sedemnajst nominacij na svetovnih filmskih festivalih.

## Vloge
- Robert Więckiewicz kot Leopold Socha
- Benno Fürmann kot Mundek Margulies
- Agnieszka Grochowska kot Klara Keller
- Maria Schrader kot Paulina Chiger
- Herbert Knaup kot Ignacy Chiger
- Kinga Preis kot Wanda Socha
- Krzysztof Skonieczny kot Szczepek Wróblewski
- Julia Kijowska kot Chaja
- Marcin Bosak kot Janek Weiss
- Jerzy Walczak kot Jakob Berestycki
- Michał Żurawski kot Bortnik
- Piotr Głowacki kot Jacek Frenkiel
- Zofia Pieczyńska kot Stefcia Socha
- Etel Szyc kot Szona Grossman
- Andrzej Mastalerz kot Sawicki
- Ida Łozińska kot Rachela Grossman
- Laura Lo Zito kot Irena
- Alexander Levit kot Kovalev
- Frank Köbe kot Gustav Wilhaus